# 2016 en handball
| Années du handball : 2013 - 2014 - 2015 - 2016 - 2017 - 2018 - 2019    |
| Décennies du handball : 1980 - 1990 - 2000 - 2010 - 2020 - 2030 - 2040 |

Cet article présente les faits marquants de l'année 2016 en handball.

## Par mois
- Du 17 au 31 janvier : douzième édition du championnat d'Europe masculin en Pologne (cf. ci-dessous).
- Avril : Disparition du club espagnol du BM Aragón, finaliste de la Coupe de l'EHF en 2006-2007
- 8 et 9 mai : Final-Four de la Ligue des champions féminine. Pour sa première participation à la compétition, le club roumain du CSM Bucarest (handball féminin) remporte la compétition en écartant en finale le club hongrois de Győr (25-25 après prolongations, victoire aux tirs au but), grâce notamment aux 15 buts de sa demi-centre suédoise Isabelle Gulldén, par ailleurs meilleure marqueuse de la compétition[1].
- 14 et 15 mai : Final-Four de la Coupe de l'EHF masculine à Nantes. Pour la première fois, deux clubs français sont qualifiés pour les demi-finales : le Handball Club de Nantes et le Chambéry Savoie Handball.
- 21 mai : finale de la Coupe de France masculine entre le Paris Saint-Germain et le Montpellier Handball. Les deux clubs s’étaient déjà affrontés en finale de la Coupe de la Ligue.
- 28 et 29 mai : Final-Four de la Ligue des champions masculine. Pour la première fois depuis 2005, un club français est qualifié pour les demi-finales : le Paris Saint-Germain.
- Du 6 au 21 août : Jeux olympiques d'été de 2016 organisés à Rio de Janeiro au Brésil (cf. ci-dessous).
- Du 4 au 18 décembre : douzième édition du championnat d'Europe féminin en Suède (cf. ci-dessous).

## Par compétitions

### Championnat d'Europe masculin
|                            | Nation    |
| -------------------------- | --------- |
| Médaille d'or, Europe      | Allemagne |
| Médaille d'argent, Europe  | Espagne   |
| Médaille de bronze, Europe | Croatie   |

La douzième édition du championnat d'Europe masculin a eu lieu en Pologne, du 17 au 31 janvier 2016.
La compétition a été remportée par l'Allemagne, de retour sur la scène internationale après son titre de champion du monde en 2007. En finale, les Allemands se sont imposés 24 à 17 face à l'Espagne. La Croatie complète le podium après avoir battu l'Norvège 31 à 24. La France, tenante du titre, ne termine qu'à la 5e place.
{{#Section-h|Meilleurs handballeurs aux Championnats d'Europe|Championnat d'Europe 2016}}
Statistique et récompenses
- meilleur joueur :  Raúl Entrerríos

L'Espagnol Valero Rivera termine meilleur buteur avec 48 buts.

### Jeux olympiques
|                                     | Hommes    | Femmes  |
| ----------------------------------- | --------- | ------- |
| Médaille d'or, Jeux olympiques      | Danemark  | Russie  |
| Médaille d'argent, Jeux olympiques  | France    | France  |
| Médaille de bronze, Jeux olympiques | Allemagne | Norvège |

Dans le tournoi masculin, malgré une défaite lors de son premier match face au Qatar, vice-champion du monde en titre, la Croatie remporte le groupe A grâce à des victoires probantes face à deux favoris de la compétition, le Danemark et la France. Cette dernière s'est imposé 33-30 face aux Danois lors du dernier de poule pour s'adjuger la deuxième place. Le Qatar n'a en revanche pas confirmé sa victoire initiale et a dû attendre de battre l'Argentine lors du dernier match pour obtenir la 4e et dernière place qualificative. Dans la seconde poule, l'Allemagne, qui vient de faire un retour fracassant en remportant l'Euro 2016 après 9 ans de disette depuis le controversé titre mondial remporté en 2007, confirme en terminant première de sa poule, à égalité de points avec la Slovénie. En terminant troisième de « son » tournoi, le Brésil se qualifie pour la première fois de son histoire en quart de finale olympique en compagnie de la Pologne. En revanche, la Suède n'est pas parvenue a reproduire l'exploit réalisé en 2012 et termine dernière du groupe.
En quarts de finale, les trois premiers matchs sont conformes à la hiérarchie avec les victoires de la France face au Brésil (34-27 grâce à un décisif 7-1 en milieu de seconde période alors que les deux équipes étaient à égalité 22-22), de l'Allemagne face à un Qatar décevant (34-22) et du Danemark face à la Slovénie (37-30). En revanche, le dernier match voit les Polonais, médaillés de bronze au Mondial 2015, renverser les Croates qui ratent pour la première fois l'accès aux demi-finales. Celles-ci sont conclues par deux matchs très serrés : grâce à un but exceptionnel de Daniel Narcisse à la dernière seconde, la France s'impose face à l'Allemagne 29 à 28 tandis que le Danemark doit passer par une prolongation pour écarter la Pologne (29-28). En finale, les Français font figure de favori : ils ont battu les Danois en phase de poule et lors de leurs deux dernières oppositions en finale (au Championnat du monde 2011 puis au Championnat d'Europe 2014), ils postulent à un troisième titre olympique consécutif et ils ont remporté leurs dix dernières finales internationales. Mais les Danois et un Mikkel Hansen intenable (8 buts) ont balayé les espoirs français : menant de deux buts à la mi-temps, le Danemark porte son avance à 5 buts à dix minutes du terme. Si les Français parviennent à recoller à un but (26-25, 57e minute), c'est bien le Danemark qui s'impose 28 à 26 et remporte son premier titre olympique. La France concède ainsi sa première défaite en finale depuis sa première finale au Championnat du monde 1993 : Daniel Narcisse et Thierry Omeyer ne rejoignent donc pas Andreï Lavrov qui reste alors toujours le seul triple champion olympique de handball. Enfin, dans un match pour la troisième place globalement maîtrisé, l'Allemagne s'adjuge la médaille de bronze aux dépens de la Pologne.
Dans le tournoi féminin, le match inaugural voit la victoire à domicile du Brésil face à la Norvège, double championne olympique et championne du monde en titre. Ces deux équipes terminent premières ex-æquo du Groupe A devant l'Espagne et l'Angola. En revanche, malgré la présence d'une Cristina Neagu qui sera élue pour la troisième fois meilleure handballeuse mondiale de l'année 2016, la Roumanie est éliminée en compagnie du Monténégro qui ne sera pas parvenue a reproduire l'exploit réalisé en 2012. Dans le Groupe B, la Russie termine invaincue après une courte victoire (26-25) face à la France qui se classe deuxième devant la Suède et les Pays-Bas. Mais la Corée du Sud, qui n'a jamais fait moins bien qu'une 4e place depuis 1984, est éliminée dès la phase de poule.
En quarts de finale, les Brésiliennes craquent face aux Néerlandaises qui s'imposent nettement 32 à 23. Face à l'Espagne, la France est dominée (12-5 à la mi-temps, 21-16 à la 51e minute, 23-20 à la 58e minute) mais parvient à arracher la prolongation qu'elle remporte 5 à 4. Les deux autres quarts de finale sont sans surprises avec la large victoire de la Norvège sur la Suède (33-20) et la maîtrise de la Russie face à l'Angola (31-27). Comme chez les hommes, les deux demi-finales sont beaucoup plus serrées : la France s'impose d'un but 24 à 23 face aux Pays-Bas tandis qu'une prolongation est nécessaire pour voir la Russie écarter la Norvège (38-37ap). Celle-ci se rattrape néanmoins en dominant nettement les Pays-Bas 36 à 26 pour remporter la médaille de bronze et permettre ainsi à Marit Malm Frafjord, Kari Aalvik Grimsbø, Katrine Lunde et Linn-Kristin Riegelhuth Koren de rejoindre les Soviétiques Larissa Karlova et Zinaïda Tourtchina au palmarès des joueuses les plus titrées. En finale, la Russie remporte son troisième titre olympique (en comptant ceux remportés sous l'égide de l'URSS en 1976 et 1980) en prenant le meilleur sur la France 22 à 19.

### Championnat d'Europe féminin
|                            | Nation   |
| -------------------------- | -------- |
| Médaille d'or, Europe      | Norvège  |
| Médaille d'argent, Europe  | Pays-Bas |
| Médaille de bronze, Europe | France   |

La 12e édition du Championnat d'Europe féminin s'est déroulée du 4 au 18 décembre 2016 en Suède. 
La Suède accueille la compétition pour la 2e fois de l'histoire du championnat après 2006 mais cette douzième levée ne sourit pas plus aux partenaires d'Isabelle Gulldén. Si la finale est inédite entre la Norvège et les Pays-Bas, elle tient toutes ses promesses : l'expérience scandinave fait basculer le titre dans le money time pour un court succès 30 à 29. Battues en demi-finales par le futur lauréat, les Bleues rééditent leur performance réalisée 10 ans plus tôt à Stockholm : à Göteborg, elles s'imposent 25 à 22 face aux Danoises pour remporter leur troisième médaille de bronze dans la compétition. La Néerlandaise Nycke Groot est désignée meilleure joueuse.

## Meilleurs handballeurs de l'année 2016
Le 23 février 2017, l'IHF a dévoilé la liste des nommés pour le titre de meilleur handballeur mondial de l'année 2016, choisis par un groupe d’experts de l’IHF et des sélectionneurs d’équipes nationales. Après le vote selon trois catégories (experts, media et fans), la Roumaine Cristina Neagu et le Français Nikola Karabatic ont été élus pour la troisième fois de leur carrière, :
| Rang | Joueuse             | Nationalité | Club(s)             | Poste            | Votes | Élue en    |
| ---- | ------------------- | ----------- | ------------------- | ---------------- | ----- | ---------- |
| 1    | Cristina Neagu      | Roumanie    | Budućnost Podgorica | Arrière gauche   | ?     | 2010, 2015 |
| 2    | Nora Mørk           | Norvège     | Larvik HK & Győr    | Arrière droite   | ?     | -          |
| 3    | Nycke Groot         | Pays-Bas    | Győri ETO KC        | Demi-centre      | ?     | -          |
| 4    | Isabelle Gulldén    | Suède       | CSM Bucarest        | Demi-centre      | ?     | -          |
| 5    | Kari Aalvik Grimsbø | Norvège     | Győri ETO KC        | Gardienne de but | ?     | -          |

| Rang | Joueur           | Nationalité | Club(s)                | Poste          | Votes | Élu en     |
| ---- | ---------------- | ----------- | ---------------------- | -------------- | ----- | ---------- |
| 1    | Nikola Karabatic | France      | Paris Saint-Germain    | Demi-centre    | ?     | 2007, 2014 |
| 2    | Mikkel Hansen    | Danemark    | Paris Saint-Germain    | Arrière gauche | ?     | 2011, 2015 |
| 3    | Andreas Wolff    | Allemagne   | HSG Wetzlar & THW Kiel | Gardien de but | ?     | -          |
| 4    | Domagoj Duvnjak  | Croatie     | THW Kiel               | Demi-centre    | ?     | 2013       |
| 5    | Sander Sagosen   | Norvège     | Aalborg Håndbold       | Demi-centre    | ?     | -          |

De plus, après le vote selon trois catégories (experts, media et fans), le sélectionneur Islandais de la Norvège Þórir Hergeirsson et le sélectionneur français de la France Didier Dinart ont été élus meilleurs entraîneurs de l’année 2016 :
| Rang | Entraîneur        | Nationalité | Équipe entraînée                                                                                | Votes | Élu en                 |
| ---- | ----------------- | ----------- | ----------------------------------------------------------------------------------------------- | ----- | ---------------------- |
| 1    | Þórir Hergeirsson | Islande     | Norvège                                                                                         | ?     | 2011, 2012, 2014, 2015 |
| 2    | Olivier Krumbholz | France      | France                                                                                          | ?     | 2010                   |
| 3    | Henk Groener      | Pays-Bas    | Pays-Bas                                                                                        | ?     | -                      |
| 4    | Kim Rasmussen     | Danemark    | Pologne (jusqu’au 1er juillet) CSM Bucarest (jusqu’au 1er juillet) Hongrie (depuis 1er juillet) | ?     | -                      |
| 5    | Ievgueni Trefilov | Russie      | Russie                                                                                          | ?     | 2009                   |

| Rang | Entraîneur            | Nationalité | Équipe entraînée                          | Votes | Élu en |
| ---- | --------------------- | ----------- | ----------------------------------------- | ----- | ------ |
| 1    | Didier Dinart         | France      | France                                    | ?     | -      |
| 2    | Christian Berge       | Norvège     | Norvège                                   | ?     | -      |
| 3    | Veselin Vujović       | Macédoine   | RK Zagreb (jusqu’au 1er juillet) Slovénie | ?     | -      |
| 4    | Dagur Sigurðsson      | Islande     | Allemagne                                 | ?     | 2015   |
| 5    | Guðmundur Guðmundsson | Islande     | Danemark                                  | ?     | -      |

## Bilan de la saison 2015-2016 en club

### Coupes d'Europe (clubs)
| Compétition         | Vainqueur            | Finaliste               |
| ------------------- | -------------------- | ----------------------- |
| Ligue des champions | KS Kielce            | Veszprém KSE            |
| Coupe de l'EHF      | Frisch Auf Göppingen | Handball Club de Nantes |
| Coupe Challenge     | ABC Braga/UMinho     | Benfica Lisbonne        |

| Compétition         | Vainqueur           | Finaliste                |
| ------------------- | ------------------- | ------------------------ |
| Ligue des champions | CSM Bucarest        | Győri ETO KC             |
| Coupe de l'EHF      | Dunaferr NK         | TuS Metzingen            |
| Coupe des coupes    | Team Tvis Holstebro | HC Lada                  |
| Coupe Challenge     | Rocasa Gran Canaria | Kastamonu Belediyesi GSK |

### Championnats européens
| Rang EHF | Rang EHF        | Championnat | Vainqueur             |
| Rang     | Evol.           | Championnat | Vainqueur             |
| -------- | --------------- | ----------- | --------------------- |
| 1        | en stagnation   | Allemagne   | Rhein-Neckar Löwen    |
| 2        | en stagnation   | Espagne     | FC Barcelone          |
| 3        | en augmentation | Hongrie     | Veszprém KSE          |
| 4        | en diminution   | France      | Paris Saint-Germain   |
| 5        | en stagnation   | Danemark    | Bjerringbro-Silkeborg |
| 6        | en augmentation | Pologne     | KS Kielce             |
| 7        | en diminution   | Slovénie    | RK Celje              |
| 8        | en stagnation   | Macédoine   | RK Vardar Skopje      |
| 9        | en augmentation | Roumanie    | Dinamo Bucarest       |
| 10       | en diminution   | Suède       | IFK Kristianstad      |
| 11       | en augmentation | Croatie     | RK Zagreb             |
| 12       | en augmentation | Russie      | Medvedi Tchekhov      |
| 13       | en augmentation | Portugal    | ABC Braga/UMinho      |
| 14       | en diminution   | Biélorussie | HC Meshkov Brest      |
| 15       | en diminution   | Suisse      | Kadetten Schaffhausen |
| 16       | en stagnation   | Ukraine     | HC Motor Zaporijia    |
| 17       | en augmentation | Norvège     | Elverum Handball      |
| 18       | en diminution   | Serbie      | RK Vojvodina Novi Sad |
| 19       | en stagnation   | Slovaquie   | HT Tatran Prešov      |
| 20       | en augmentation | Turquie     | Beşiktaş JK           |
| ...      |                 |             |                       |

| Rang EHF | Rang EHF      | Championnat        | Vainqueur                    |
| Rang     | Evol.         | Championnat        | Vainqueur                    |
| -------- | ------------- | ------------------ | ---------------------------- |
| 1        | en stagnation | Hongrie            | Győri ETO KC (12)            |
| 2        | en stagnation | Danemark           | Team Esbjerg (1)             |
| 3        | Entré         | Russie             | Astrakhanochka Astrakhan     |
| 4        | Remplacé      | Norvège            | Larvik HK (18)               |
| 5        | en stagnation | Roumanie           | CSM Bucarest (2)             |
| 6        | Entré         | Allemagne          | Thüringer HC (6)             |
| 7        | Entré         | France             | Metz Handball (20)           |
| 8        | Remplacé      | Espagne            | BM Bera Bera (4)             |
| 9        | en stagnation | Monténégro         | ŽRK Budućnost Podgorica (10) |
| 10       | Entré         | Autriche           | Hypo Niederösterreich (40)   |
| 11       | Remplacé      | Slovénie           | RK GEN-I Zagorje (1)         |
| 12       | Entré         | Suède              | IK Sävehof (8)               |
| 13       | Entré         | Croatie            | ŽRK Podravka Koprivnica (22) |
| 14       | Entré         | Macédoine          | ŽRK Vardar Skopje (4)        |
| 15       | Remplacé      | Turquie            | Ankara Yenimahalle BSK (2)   |
| 16       | Entré         | Pologne            | MKS Lublin (19)              |
| 17       | Remplacé      | Serbie             | ŽRK Aranđelovac (2)          |
| 18       | Entré         | République tchèque | DHK Banik Most (4)           |
| 19       | Remplacé      | Pays-Bas           | SV Dalfsen (6)               |
| 20       | Entré         | Biélorussie        | HC Homiel                    |
| 21       | Remplacé      | Ukraine            | SC Galytchanka Lviv (2)      |
| 22       | Remplacé      | Portugal           | Madeira Andebol SAD (13)     |
| 23       | Entré         | Suisse             | Spono Nottwil Lucerne (4)    |
| 24       | Remplacé      | Grèce              | OF Néa Ionía (3)             |
| 25       | Entré         | Slovaquie          | Iuventa Michalovce (9)       |
| 26       | Remplacé      | Italie             | Indeco Conversano (2)        |
| 27       | Entré         | Belgique           | Initia Hasselt (13)          |
| ...      |               |                    |                              |

#### Saison 2015-2016 en Allemagne
| Compétition             | Vainqueur          | Second                 | Score   |
| ----------------------- | ------------------ | ---------------------- | ------- |
| Championnat d'Allemagne | Rhein-Neckar Löwen | SG Flensburg-Handewitt | -       |
| Coupe d'Allemagne       | SC Magdebourg      | SG Flensburg-Handewitt | 32 – 30 |
| Supercoupe*             | THW Kiel           | SG Flensburg-Handewitt | 27 – 26 |

* l'édition 2015-2016 de la Supercoupe s'est déroulée en 2015.

#### Saison 2015-2016 en Espagne
| Compétition           | Vainqueur    | Second              | Score   |
| --------------------- | ------------ | ------------------- | ------- |
| Championnat d'Espagne | FC Barcelone | Naturhouse La Rioja | -       |
| Coupe ASOBAL*         | FC Barcelone | Naturhouse La Rioja | 35 – 31 |
| Coupe du Roi          | FC Barcelone | SCDR Anaitasuna     | 33 – 30 |
| Supercoupe*           | FC Barcelone | BM Granollers       | 26 – 23 |

* les éditions 2015-2016 de la Coupe ASOBAL et de la Supercoupe se sont déroulées en 2015.

#### Saison 2015-2016 en France
Le Championnat de France masculin 2015-2016 est la soixante-quatrième édition de cette compétition.
| Compétition            | Vainqueur            | Second              | Score   |
| ---------------------- | -------------------- | ------------------- | ------- |
| Championnat de France  | Paris Saint-Germain  | Saint-Raphaël VHB   | -       |
| Coupe de France        | Montpellier Handball | Paris Saint-Germain | 38 – 32 |
| Coupe de la Ligue      | Montpellier Handball | Paris Saint-Germain | 31 – 26 |
| Trophée des champions* | Paris Saint-Germain  | Saint-Raphaël VHB   | 29 – 27 |

| Compétition           | Vainqueur              | Second               | Score   |
| --------------------- | ---------------------- | -------------------- | ------- |
| Championnat de France | Metz Handball          | Fleury Loiret HB     | -       |
| Coupe de France       | Brest Bretagne HB (D2) | Toulon Saint-Cyr VHB | 25 – 16 |
| Coupe de la Ligue     | Fleury Loiret HB       | OGC Nice HB          | 25 – 20 |

## Principaux transferts de l'intersaison 2016
Une liste non exhaustive des transferts ayant eu lieu à l'intersaison 2016 est :
| Nat. | Joueur                  | Champ. | Club 2015-2016           | Champ. | Club 2016-2017        |
| ---- | ----------------------- | ------ | ------------------------ | ------ | --------------------- |
|      | Valentin Porte          |        | Fenix Toulouse Handball  |        | Montpellier Handball  |
|      | Nikola Portner          |        | Kadetten Schaffhouse     |        | Montpellier Handball  |
|      | Uwe Gensheimer          |        | Rhein-Neckar Löwen       |        | Paris Saint-Germain   |
|      | Daniel Sarmiento        |        | FC Barcelone             |        | Saint-Raphaël VHB     |
|      | Théophile Caussé        |        | Dunkerque HGL            |        | Montpellier Handball  |
|      | Dominik Klein           |        | THW Kiel                 |        | HBC Nantes            |
|      | Eduardo Gurbindo        |        | FC Barcelone             |        | HBC Nantes            |
|      | Guillaume Joli          |        | HSG Wetzlar              |        | Dunkerque HGL         |
|      | Cyril Dumoulin          |        | Fenix Toulouse Handball  |        | HBC Nantes            |
|      | Miha Žvižej             |        | Fenix Toulouse Handball  |        | Montpellier Handball  |
|      | Matej Gaber             |        | Montpellier Handball     |        | SC Pick Szeged        |
|      | Valero Rivera           |        | HBC Nantes               |        | FC Barcelone          |
|      | Timothey N'Guessan      |        | Chambéry SH              |        | FC Barcelone          |
|      | Raul Santos             |        | VfL Gummersbach          |        | THW Kiel              |
|      | Joan Cañellas           |        | THW Kiel                 |        | RK Vardar Skopje      |
|      | Guðjón Valur Sigurðsson |        | FC Barcelone             |        | Rhein Neckar Löwen    |
|      | Dean Bombač             |        | SC Pick Szeged           |        | Vive Targi Kielce     |
|      | Samuel Honrubia         |        | Paris Saint-Germain      |        | Tremblay-en-France HB |
|      | Olivier Nyokas          |        | HBW Balingen-Weilstetten |        | HBC Nantes            |
|      | Nedim Remili            |        | US Créteil               |        | Paris Saint-Germain   |

| Nat. | Joueur              | Champ. | Club 2015-2016        | Champ. | Club 2016-2017             |
| ---- | ------------------- | ------ | --------------------- | ------ | -------------------------- |
|      | Paula Ungureanu     |        | HCM Baia Mare         |        | CSM Bucarest               |
|      | Siraba Dembélé      |        | ŽRK Vardar Skopje     |        | Rostov-Don                 |
|      | Alexandra Lacrabère |        | OGC Nice              |        | ŽRK Vardar Skopje          |
|      | Camilla Herrem      |        | Team Tvis Holstebro   |        | ŽRK Vardar Skopje          |
|      | Nora Mørk           |        | Larvik HK             |        | Győri ETO KC               |
|      | Kristina Liščević   |        | Váci NKSE             |        | Siófok KC                  |
|      | Barbara Arenhart    |        | Nykøbing Falster HK   |        | Váci NKSE                  |
|      | Karoline de Souza   |        | Nykøbing Falster HK   |        | Váci NKSE                  |
|      | Sonja Frey          |        | Thüringer HC          |        | Cercle Dijon Bourgogne     |
|      | Manon Houette       |        | CJF Fleury Loiret     |        | Thüringer HC               |
|      | Estelle Nze Minko   |        | CJF Fleury Loiret     |        | Siófok KC                  |
|      | Isabell Klein       |        | Buxtehuder SV         |        | Nantes LAH                 |
|      | Cléopâtre Darleux   |        | OGC Nice CA HB        |        | Brest Bretagne Handball    |
|      | Mouna Chebbah       | -      | sans club (HBC Nîmes) |        | Chambray Touraine Handball |
|      | Gnonsiane Niombla   |        | CJF Fleury Loiret     |        | CSM Bucarest               |
|      | Camille Ayglon      | -      | sans club (HBC Nîmes) |        | CSM Bucarest               |